# The Arizona Romeo
The Arizona Romeo er en amerikansk stumfilm fra 1925 instrueret af Edmund Mortimer.

## Medvirkende
- Buck Jones som Tom Long
- Lucy Fox som Sylvia Wayne
- Bud Geary som Richard Barr
- Thomas R. Mills som Sam Barr
- Hardee Kirkland som John Wayne
- Marcella Daly som Mary
- Lydia Yeamans Titus som Martha
- Harvey Clark
- Hank Mann